# Shahab-3
«Шахаб-3» (перс. شهاب-۳, досл. «Метеор-3») — іранська балістична ракета середньої дальності. Міністерство оборони США вважає її розвитком північнокорейської балістичної ракети "Нодон".

## Історія

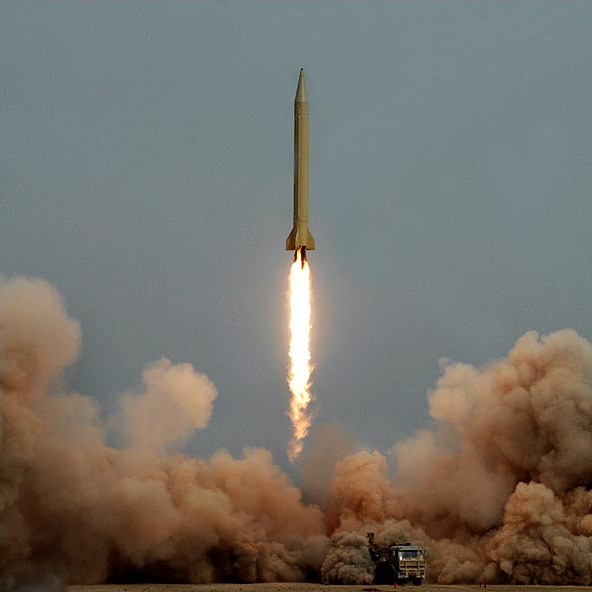

Після запровадження санкцій проти Ірану, з 1988 року країна самостійно почала розробляти озброєння, зокрема ракети класу «земля-земля».
23 липня 1998 року Іран вперше випробував ракету Шахаб-3, політ тривав 100 секунд.
15 липня 2000 — проведений перший успішний пуск ракети на дальність 850 км, після чого уряд Ірану оголосив про серійне виробництво цих БРСД з 2001 року.
22 вересня 2003 року ракети на СПУ були продемонстровані на параді.
11 серпня 2004 року повідомляється про успішну розробку нової головної частини, замість конічної, це дозволило збільшити швидкість боєголовки біля цілі. Ракета одноступінчаста, форма боєголовки «пляшкова шийка» завдовжки близько 3 метрів.
31 травня 2005 року Міністр оборони ІРІ Алі Шамхані заявив про успішне випробування твердопаливної версії Шахаб-3.
У 2006 році на навчаннях було задіяно ракету з касетною БЧ.
10 липня 2008 року іранські ЗМІ повідомили про випробування нової версії БРСД із БЧ масою 1 т та дальністю 2000 км.

## Тактико-технічні характеристики
- Довжина 16,58 м
- Діаметр 1,38 м
- Дальність польоту: 1300—2000 км (до 2500[2])
- Стартова вага ракети: 17480 кг
- Маса бойової частини: 760—1000 кг (відокремлювана)
  - розділяється 5 ББ по 220 кг
- Двигун: РРД, (після 2006 — на твердому паливі)
- Точність (КВО):
  - Шахаб-3а — 200 м
  - Шахаб-3б — 30 м (ІНС на лазерних гіроскопах з корекцією GPS)[3]

Ракета може здійснювати протизенітні маневри. У комплекс входить 1 СПУ та 2 ТЗМ із 2 ракетами на кожній.

## Модифікації
- Шахаб-3B — 2-х ступінчаста БРСД з РДТТ, дальність 2500 км, БЧ 800 кг.
- Шахаб-3D — випробувана в 2005 модифікація з РДТТ
- Шахаб-3М — дальність 2000 км.
- Шахаб-3S — ракета-носій

## На озброєнні
- Іран — 2 ракетні бригади Шахаб-3D, 3 ракетні бригади Шахаб-3M, 32 ПУ. Близько 600 ракет на пересувних та шахтних замаскованих позиціях[4].